# ¡Dos!
Pour les articles homonymes, voir Dos.
Albums de Green Day
¡Uno!
(2012) ¡Tré!
(2012)
Singles
1. Stray Heart
Sortie : 23 octobre 2012

¡Dos! est le dixième album studio du groupe de punk rock américain Green Day, le deuxième volet de la trilogie du groupe intitulée "¡Uno ¡Dos! ¡Tré!" (2012). Il est sorti le 13 novembre 2012 sur le label Reprise.

## Caractéristiques artistiques

### Liste des chansons
Toutes les paroles sont écrites par Billie Joe Armstrong, toute la musique est composée par Green Day.
| ¡Dos! | ¡Dos!                          | ¡Dos! | ¡Dos! | ¡Dos! | ¡Dos! | ¡Dos! | ¡Dos! | ¡Dos! | ¡Dos! |
| No    | Titre                          | Durée |       |       |       |       |       |       |       |
| ----- | ------------------------------ | ----- | ----- | ----- | ----- | ----- | ----- | ----- | ----- |
| 1.    | See You Tonight                | 1:06  |       |       |       |       |       |       |       |
| 2.    | Fuck Time                      | 2:45  |       |       |       |       |       |       |       |
| 3.    | Stop When the Red Lights Flash | 2:26  |       |       |       |       |       |       |       |
| 4.    | Lazy Bones                     | 3:34  |       |       |       |       |       |       |       |
| 5.    | Wild One                       | 4:19  |       |       |       |       |       |       |       |
| 6.    | Makeout Party                  | 3:14  |       |       |       |       |       |       |       |
| 7.    | Stray Heart                    | 3:44  |       |       |       |       |       |       |       |
| 8.    | Ashley                         | 2:50  |       |       |       |       |       |       |       |
| 9.    | Baby Eyes                      | 2:22  |       |       |       |       |       |       |       |
| 10.   | Lady Cobra                     | 2:05  |       |       |       |       |       |       |       |
| 11.   | Nightlife                      | 3:04  |       |       |       |       |       |       |       |
| 12.   | Wow! That's Loud               | 4:27  |       |       |       |       |       |       |       |
| 13.   | Amy                            | 3:25  |       |       |       |       |       |       |       |
| 39:21 |                                |       |       |       |       |       |       |       |       |

## Accueil

### Certifications
| Pays              | Certification | Vente certifiée |
| ----------------- | ------------- | --------------- |
| Royaume-Uni (BPI) | Argent        | 60 000          |